# Заднепроходной канал человека

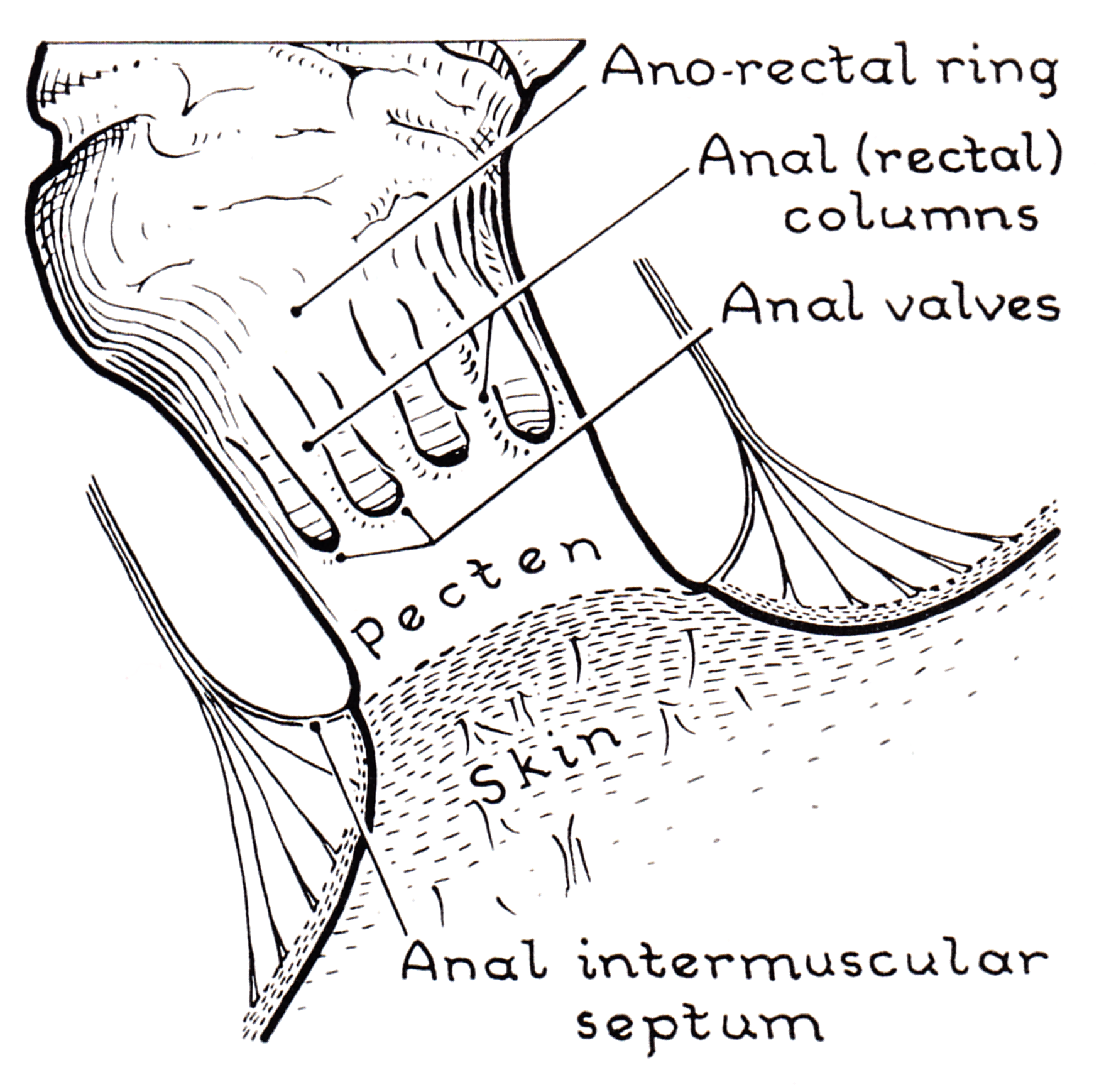
Дистальный отдел заднепроходного канала

Заднепроходной канал, или иначе анальный канал (лат. canalis analis) — название узкой части прямой кишки (лат. rectum), проходящей через промежность и расположенной между задним проходом (лат. anus), или анусом (ещё называемым заднепроходным отверстием, анальным отверстием), и сравнительно широкой ампулярной частью прямой кишки, или ампулой прямой кишки (лат. ampulla recti).
Ввиду относительной узости заднепроходной канал более подвержен травмированию при прохождении чрезмерно твёрдых каловых масс или при неосторожных занятиях анальным сексом или анальной мастурбацией, чем более широкая ампулярная часть прямой кишки. При этом может развиться патологическое состояние, называемое трещина заднепроходного канала.
В заднепроходном канале также более обильно, чем в ампулярной части прямой кишки, представлена сеть так называемых геморроидальных вен, формирующих венозные геморроидальные синусы. При застое крови в этих венах, врождённой или приобретённой слабости венозной стенки, варикозном расширении геморроидальных вен или наклонности к тромбозам развивается геморрой — заболевание заднепроходного канала, при котором геморроидальные вены расширены, патологически извиты, переполнены кровью, часто тромбированы, воспалены, легко кровоточат при незначительной травме, например, при обычной дефекации, и часто причиняют больному значительные неудобства, варьирующие от лёгкого дискомфорта, зуда или тяжести в заднепроходном канале до сильнейшей боли при ходьбе, сидении, натуживании, дефекации или попытке занятия анальным сексом.
Заднепроходной канал также является в значительной мере эрогенной зоной у многих (но не всех) людей, поскольку иннервируется ветвью того же срамного нерва, что и половые органы. Заднепроходной канал обычно более эрогенен, чем более глубоко расположенная ампулярная часть прямой кишки. Эрогенность заднепроходного канала по сравнению с анусом различна у разных людей — у одних анус эрогенен больше, чем заднепроходной канал, у других — наоборот. Ласки анального отверстия и заднепроходного канала часто (но не всегда) вызывают эротическое или сексуальное возбуждение у многих (но не всех) людей, причём независимо от их пола и сексуальной ориентации. Эрогенность собственно заднепроходного канала как такового, однако, часто ниже эрогенности прилегающей к простате области прямой кишки у мужчин и области так называемой «точки G» у женщин.
Заднепроходной канал кровоснабжается таким образом, что при всасывании лекарственных веществ из заднепроходного канала значительная часть лекарства попадает непосредственно в общий системный кровоток, минуя первичное прохождение через систему воротной вены печени. При этом уменьшается токсическое воздействие лекарства на печень (поскольку печени не достаётся высокая концентрация лекарства, как при первом прохождении), исключается местное раздражающее и ульцерогенное (повышающее склонность к образованию язв) действие лекарства на желудок и двенадцатиперстную кишку, ускоряется всасывание лекарства и повышается его концентрация в крови за счёт отсутствия «эффекта первого прохождения». Это служит теоретической основой для введения в заднепроходной канал различных лекарств в свечах и микроклизмах.
Измеренная в заднепроходном канале температура ближе к температуре крови и внутренних органов и точнее отражает состояние организма, чем измеренная в подмышечной впадине. На температуру, измеренную в заднепроходном канале, не влияют факторы внешней среды, в частности, температура наружного воздуха, состояние кровоснабжения кожи, наличие пота в подмышечной впадине и т. д. Поэтому при необходимости точного измерения температуры тела прибегают к её измерению в заднепроходном канале. К этому способу измерения температуры тела прибегают также у детей, у больных, находящихся в бессознательном состоянии или не способных адекватно выполнять врачебные назначения и могущих выронить или разбить термометр под мышкой (например, сильно пьяных, остро возбуждённых или, наоборот, сильно заторможенных больных).
Заднепроходной канал также очень обильно иннервирован и обладает очень высокой болевой чувствительностью. В частности, у больных, находящихся даже под глубоким (хирургического уровня) наркозом, но не интубированных и не подвергнутых действию миорелаксантов, сильное растяжение заднепроходного канала инструментом вызывает выраженную болевую реакцию, проявляющуюся потливостью, напряжением мышц, колебаниями артериального давления и пульса, а также феноменом «кукареканья» или «кошачьего мяуканья» — нечленораздельными звуками, издаваемыми больным, несмотря на глубокий наркоз. Аналогичную по силе болевую реакцию вызывают очень немногие хирургические воздействия, например, раздражение брыжейки кишки.